# Stenoonops portoricensis
Stenoonops portoricensis är en spindelart som beskrevs av Alexander Petrunkevitch 1929. Stenoonops portoricensis ingår i släktet Stenoonops och familjen dansspindlar.
Artens utbredningsområde är Puerto Rico. Inga underarter finns listade i Catalogue of Life.